# Atlacoya
Atlacoya nella mitologia azteca, era la dea della siccità. È anche da dea del pulque.
È possibile trovare una delle più famose rappresentazioni della dea nel Codice Magliabechiano (fogli 46 e 63) dove Atlacoya conversa con la dea Mayahuel ed entrambe indossano un quechquemitl (una mantellina) e delle tuniche senza maniche.
Alla dea è stato dedicato il nome specifico di Scytodes atlacoya, un aracnide endemico del Messico.